# エミッタ接地回路

図 1: 基本的な NPN エミッタ接地回路（バイアス等の詳細は省いている）

エミッタ接地回路（エミッタせっちかいろ）またはエミッタ共通回路（エミッタきょうつうかいろ、英: Common emitter）は、1段のバイポーラトランジスタを使った基本的な3種類の増幅回路構成の1つ。電圧増幅に使われることが多い。この回路ではトランジスタのベース端子が入力となり、コレクタが出力となる。エミッタは入出力共通で使われるため、このような名称になっている。
なお、同様の構成を電界効果トランジスタ (FET) で構築したものをソース接地回路と呼ぶ。

## エミッタ抵抗

図 2: エミッタ抵抗を追加することで利得は低下するが、線形性と安定性が向上する。

エミッタ接地増幅回路は一般に利得が大きいが、温度とバイアスに大きく左右されるため、実際の利得は予測できないことがある。そのような高利得回路では安定性が問題となる（予期しない正帰還が生じることがある）。また入力のダイナミックレンジが小さいために、入力信号がその範囲を超えると出力に大きな歪みとなって現れるという問題もある。これらの問題を緩和する一般的方法として、負帰還の基となるエミッタ抵抗として、ほどほどの値の抵抗器（あるいは何らかのインピーダンス源）を、トランジスタのエミッタ端子とグラウンドの間に挿入する。これによって {\displaystyle g_{m}R_{\mathrm {E} }+1} を係数として回路の相互コンダクタンス {\displaystyle G_{m}=g_{m}} を減少させる効果があり、電圧利得がトランジスタの特性よりも回路の抵抗比の方に依存するようになる。
{\displaystyle {A_{\mathrm {v} }}={v_{\mathrm {out} } \over v_{\mathrm {in} }}={\frac {-g_{m}R_{\mathrm {C} }}{g_{m}R_{\mathrm {E} }+1}}\approx -{R_{\mathrm {C} } \over R_{\mathrm {E} }}\quad (g_{m}R_{\mathrm {E} }\gg 1)}
これにより、回路の歪みと安定性が改善されるが、利得は小さくなる。
英語ではこの手法をemitter degenerationと言う。degenerationは、縮退・衰退といった意味であるが、フレーズとしての日本語への定訳は（まだ）ない。日本語では一般にバイアスの方式の一種として、電流帰還バイアスと呼ばれることが多い。負帰還が掛かるしくみを直感的に記述すると以下のようになる。
1. エミッタ電流が増える
2. エミッタ抵抗で発生する電圧が増える
3. エミッタの電位が上がる
4. ベース-エミッタ間電圧が減る
5. ベース電流が減る
6. エミッタ電流が減る

## 特性
低い周波数で単純化したハイブリッドπモデルを用いると、微小信号特性は以下のようになる。
|          | 定義                                                                            | 式 |
| -------- | ------------------------------------------------------------------------------- | --- |
| 電流利得 | {\displaystyle {A_{\mathrm {i} }}={i_{\mathrm {out} } \over i_{\mathrm {in} }}} | {\displaystyle \beta \ }                                                                                           |
| 電圧利得 | {\displaystyle {A_{\mathrm {v} }}={v_{\mathrm {out} } \over v_{\mathrm {in} }}} | {\displaystyle {\begin{matrix}-{\frac {\beta R_{\mathrm {C} }}{r_{\pi }+(\beta +1)R_{\mathrm {E} }}}\end{matrix}}} |
| 入力抵抗 | {\displaystyle r_{\mathrm {in} }={\frac {v_{in}}{i_{in}}}}                      | {\displaystyle r_{\pi }+(\beta +1)R_{\mathrm {E} }\ }                                                              |
| 出力抵抗 | {\displaystyle r_{\mathrm {out} }={\frac {v_{out}}{i_{out}}}}                   | {\displaystyle R_{\mathrm {C} }\ }                                                                                 |

エミッタ抵抗がない場合、RE = 0 Ω となる。
これらの式と前述の議論によれば、RE を大きくすると入力抵抗が増え、利得が小さくなる。

## バンド幅
エミッタ接地増幅回路はミラー効果によって静電容量が高くなるため、動作周波数帯は低くなる傾向がある。ベース・コレクタ間の静電容量は係数 {\displaystyle 1-A_{v}} をかけた実効値になるため、全体として入力静電容量が増大し、帯域は低くなる。この問題は、エミッタ抵抗を大きくすれば緩和されるが、カスコード接続型増幅回路の方がよりよい解決策となる。

## 応用
エミッタ接地回路は弱い電圧信号の増幅に使われる。例えば、アンテナが受信した微弱な電波の増幅などである。高周波回路で使う場合、負荷抵抗を共振回路にするのが一般的である。これは、受信したい周波数を中心とした狭いバンド幅に設定するのに使われる。さらに重要な点は共振回路を使うことで、周波数応答特性を制限する電極間の浮遊静電容量を共鳴させ、全体として高い周波数で動作可能にする。エミッタ接地回路は低雑音アンプにもよく使われている。